# جدج راينهولد
جدج راينهولد (بالإنجليزية: Judge Reinhold)‏ (و. 1957 – م) هو ممثل، وممثل تلفزيوني من الولايات المتحدة الأمريكية . ولد في ويلمنتجون، ديلاوير .

## التعليم
تعلم في كلية الفنون في جامعة كارولينا الشمالية ‏

## روابط خارجية
- جدج راينهولد على موقع IMDb (الإنجليزية)
- جدج راينهولد على موقع ألو سيني (الفرنسية)
- جدج راينهولد على موقع أول موفي (الإنجليزية)
- جدج راينهولد على موقع قاعدة بيانات الأفلام السويدية (السويدية)
- جدج راينهولد على موقع إن إن دي بي (الإنجليزية)
- جدج راينهولد على موقع قاعدة بيانات الفيلم (الإنجليزية)
- جدج راينهولد على موقع كينوبويسك (الروسية)